# Jean Keller (Leichtathlet)

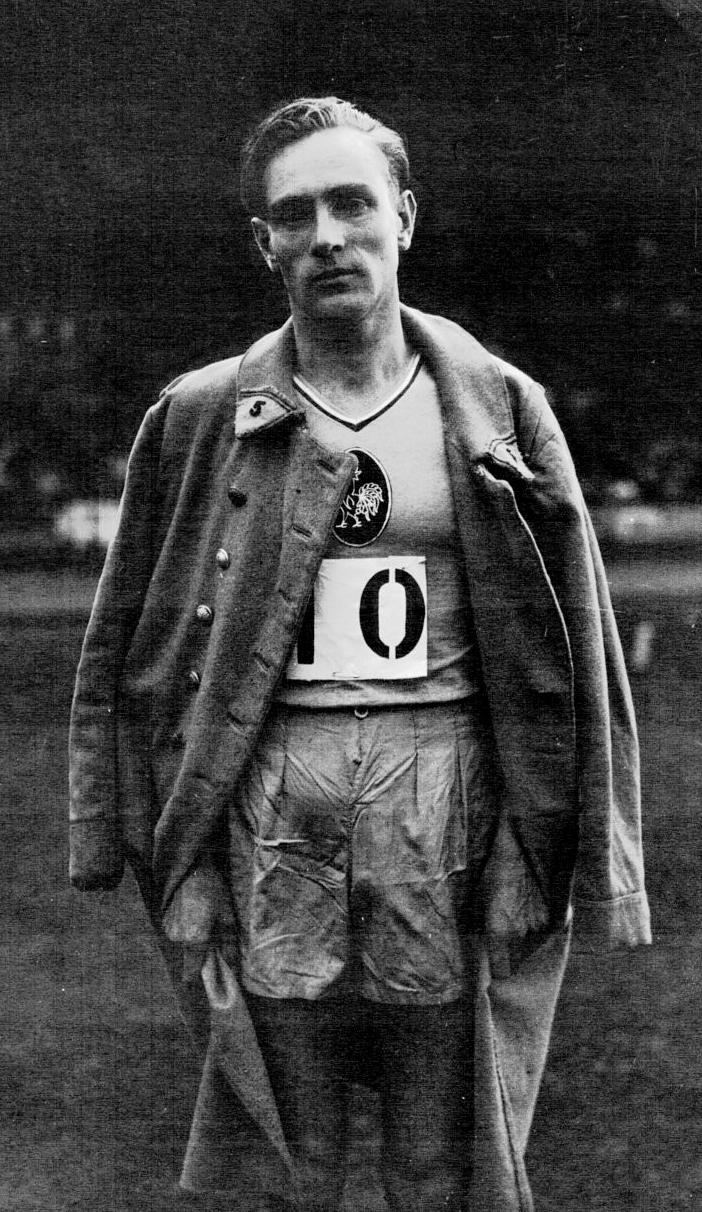
Jean Keller, 1932

Jean Keller (Paul Jean Keller; * 22. Juni 1905 in Paris; † 5. Mai 1990 in Asnières-sur-Seine) war ein französischer Mittel- und Langstreckenläufer.
Bei den Olympischen Spielen 1924 in Paris belegte er mit der französischen Mannschaft den vierten Platz im Teambewerb über 3000 m.
1928 wurde er bei den Olympischen Spielen in Amsterdam Achter über 800 m und Elfter über 1500 m.
Über 800 m schied er bei den Olympischen Spielen 1932 in Los Angeles im Vorlauf aus und wurde Neunter bei den Leichtathletik-Europameisterschaften 1934 in Turin.
Von 1930 bis 1933 wurde er viermal in Folge Französischer Meister über 800 m.

## Persönliche Bestzeiten
- 800 m: 1:53,4 min, 26. Juni 1932, Paris
- 1500 m: 3:59,6 min, 28. Juni 1931, Paris